# Großsteingrab Bremervörde
Das Großsteingrab Bremervörde war eine mögliche megalithische Grabanlage der jungsteinzeitlichen Trichterbecherkultur bei Bremervörde im Landkreis Rotenburg (Wümme) (Niedersachsen). Gemäß Kartensignatur auf einem Messtischblatt soll es sich nordwestlich von Bremervörde, etwa 150 m westlich von Kilometer 34 der Bahnstrecke Bremerhaven-Wulsdorf–Buchholz befunden haben. Zur Ausrichtung, den Maßen und dem genauen Grabtyp liegen keine Angaben vor. Der Heimatforscher August Bachmann bezweifelte sogar die Existenz der Anlage, da er keine Hinweise auf ein dort einstmals vorhandenes Grab finden konnte. Südöstlich des möglichen Großsteingrabs Bremervörde befand sich das im späten 19. oder frühen 20. Jahrhundert zerstörte Großsteingrab Engeo 1.